# Demografia Rusiei
Populația:
- 142.041.247 (iulie 2009 est.)
  - 0-14 ani: 14,8% (bărbați 10.644.833/femei 10.095.011)
  - 15-64 ani: 71,5% (bărbați 48.004.040/femei 52.142.313)
  - 65 ani și peste: 13,7% (bărbați 5.880.877/femei 13.274.173) (2009 est.)

Vârsta medie:
- Total: 38,4 ani
  - bărbați 35,2 ani
  - femei 41,6 ani (2009 est.)

Spor natural: -0,467% (2009 est.)

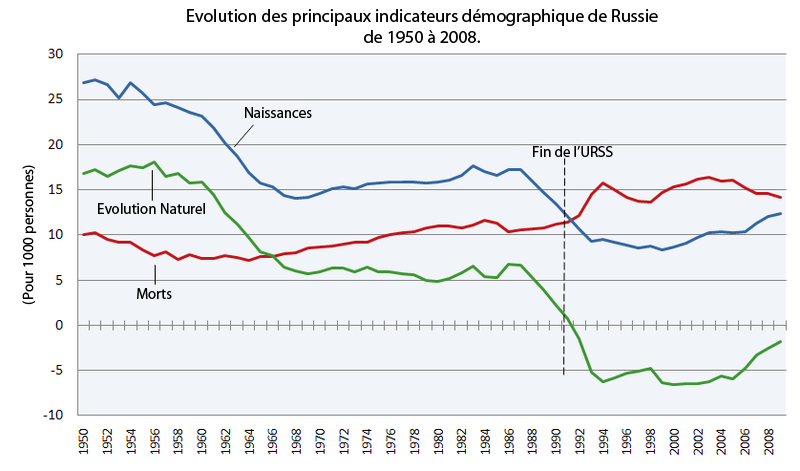
1950-2008

- Natalitatea: 11,1 nașteri/1.000 locuitori (2009 est.)

- Mortalitatea: 16,06 decese/1.000 locuitori (2008 est.)

- Migrația: 0,28 imigranți/1.000 locuitori (2009 est.)

Urbanizarea: 
- Populația urbană: 73% din totalul populației (2008)
- Rata urbanizării: -0,5% rata anuală (2005-10 est.)

Distribuția pe sexe:
- la naștere: 1,06 bărbați/femei
- sub 15 ani: 1,05 bărbați/femei
- 15-64 ani: 0,92 bărbați/femei
- 65 de ani și peste : 0,44 bărbați/femei
- total populație: 0,86 bărbați/femei (2009 est.)

Mortalitatea la naștere:
- total: 10,56 morți/1.000 născuți vii
- bărbați: 12,08 morți/1.000 născuți vii
- femei: 8,94 morți/1.000 născuți vii (2009 est.)

Speranța de viață la naștere:
- total populație: 66,03 ani
- bărbați 65,78 ani
- femei: 73,14 ani (2009 est.)

Fertilitatea:1,41 născuți/femeie (2009 est.) 
Populația infectată cu HIV/SIDA
- 1,1% (2007 est.)
- 940.000 persoane(2007 est.)

Morți cauzate de HIV/SIDA - 40.000 morți(2007 est.)
Boli infecțioase:
- gradul de risc: intermediar

Grupuri etnice:
- Ruși 79.8%
- Tătari 3.8%
- Ucraineni 2%
- Bașkiri 1.2%
- Ciuvași 1.1%,
- Alții 12,1% (recensământ 2002)

Religia:
- ortodocși 15-20%,
- musulmani 10-15%,
- alții 2% (2006 est.)
- atei 60-70%

Limbi:Limba rusă, multe altele ale minorităților
Alfabetismul (definiție: procentul din populație cu vârsta de peste 15 ani care știu să citească și să scrie):
- total populație: 99,4%
  - bărbați 99,7%
  - femei 99,2% (recensământ 2002)

Durata medie de școlarizare:
- total: 14 ani
  - masculin: 13 ani
  - feminin: 14 ani (2006)

## Structură etnică
Structura etnică (2010)
     Ruși (77,7%)
     Tătari (3,7%)
     Ucraineni (1,35%)
     Bașkiri (1,1%)
     Ciuvași (1%)
     Ceceni (1%)
     Armeni (0,8%)
     Alții (9,45%)
     Nedeclarată (3,9%)
Federația Rusă este căminul a peste 160 de grupuri etnice diferite și popoare indigene. 
| Naționalitate | Cotă (2002) | Cotă (2010) | Naționalitate                   | Cotă (2002) | Cotă (2010) |
| ------------- | ----------- | ----------- | ------------------------------- | ----------- | ----------- |
| Ruși          | 79,83 %     | 77,71 %     | Udmurți                         | 0,44 %      | 0,39 %      |
| Tătari        | 3,83 %      | 3,72 %      | Mariiți                         | 0,42 %      | 0,38 %      |
| Ucraineni     | 2,03 %      | 1,35 %      | Osetini                         | 0,36 %      | 0,37 %      |
| Bașkiri       | 1,15 %      | 1,11 %      | Beloruși                        | 0,56 %      | 0,37 %      |
| Ciuvași       | 1,13 %      | 1,01 %      | Kabardini                       | 0,36 %      | 0,36 %      |
| Ceceni        | 0,94 %      | 1,00 %      | Kumâci                          | 0,29 %      | 0,35 %      |
| Armeni        | 0,78 %      | 0,83 %      | Iakuți                          | 0,31 %      | 0,34 %      |
| Avari         | 0,56 %      | 0,64 %      | Lezghini                        | 0,28 %      | 0,33 %      |
| Mordvini      | 0,58 %      | 0,52 %      | Buriați                         | 0,31 %      | 0,32 %      |
| Kazahi        | 0,45 %      | 0,45 %      | Inguși                          | 0,29 %      | 0,31 %      |
| Azeri         | 0,43 %      | 0,43 %      | alții                           | 3,40 %      | 3,37 %      |
| Darghini      | 0,35 %      | 0,41 %      | nu și-au indicat naționalitatea | 1,01 %      | 3,94 %      |

Din etnia rusă fac parte 79,8% din populație; cu toate acestea, Federația Rusă cuprinde și mai multe minorități importante. În total, 160 de diferite alte grupuri etnice și populații indigene locuiesc în interiorul acestei țări. Deși populația Rusiei este relativ mare, densitatea sa este scăzută, din cauza dimensiunii enorme a țării. Populația este mai densă în Rusia europeană, în apropiere de Munții Ural și în sud-vestul Siberiei.73% din populație trăiește în mediul urban, în timp ce 27% în cel rural.  Populația din Rusia este de 141.927.297 după recensământul din 1 ianuarie 2010.
În 2008, populația a scăzut cu 121.400 de persoane, sau cu -0.085% (în 2007 - cu 212.000, sau 0,15%, iar în 2006 - cu 532.600 de persoane, sau 0,37%). În 2008, migrația a continuat să crească cu un ritm de 2,7% cu 281,615 emigranți care soseau în Federația Rusă, din care 95% au venit din țările CSI, marea majoritate fiind ruși sau vorbitori de limbă rusă.
Numărul de emigranți din Rusia a scăzut cu 16% la 39.508, din care 66% s-au dus în alte state CSI. Există, de asemenea o valoare estimată de 10 milioane de imigranți ilegali din statele ex-sovietice în Rusia. Aproximativ 116 milioane ruși etnici trăiesc în Rusia și aproximativ 20 de milioane mai locuiesc și în alte foste republici ale Uniunii Sovietice, cea mai mare parte în Ucraina și Kazahstan.
Populația din Federația Rusă a atins numărul de 148.689.000 în 1991, chiar înainte de destrămarea Uniunii Sovietice. După aceasta, s-a înregistrat un declin rapid la mijlocul anilor '90. Declinul a încetinit, ajungând la stagnare, în ultimii ani datorită ratelor de deces reduse, creșterii ratei natalității și creșterii imigrației. Numărul de decese în cursul anului 2008 a fost cu 363.500 mai mare decât numărul de nașteri. Acest număr este în scădere de la 477.700 în 2007, și 687.100 în 2006. Potrivit datelor publicate de Direcția de Statistică a statului federal rus, rata mortalității în Rusia a scăzut cu 4% în 2007, față de 2006, ajungând la aproximativ 2 milioane de decese, în timp ce rata natalității a crescut cu 8,3% de la an la an la o valoare estimată de 1.6 milioane de nou-născuți.
Principalele cauze ale scăderii populației Rusiei sunt rata mare de decese și rata scăzută a natalității. Deși natalitatea în Rusia este comparabilă cu cea a altor țări europene (12,1 nașteri la 1000 de persoane în 2008, comparativ cu media Uniunii Europene de 9,90 pe 1000), populația sa este în scădere la o rată mai mare decât multe alte țări din cauza ratei a mortalității semnificativ mai mare (în 2008, rata de mortalitate în Rusia a fost de 14,5 la 1000 de persoane, comparativ cu media Uniunii Europene din 10.28 1000. Cu toate acestea, Ministerul rus al Sănătății și Afacerilor Sociale prezice că până în 2011, rata de deces va fi egală cu rata natalității ca urmare a creșterii fertilității și scăderea mortalității.

## Notă
- Sursa informațiilor este The World Factbook.

1. 1 2 3 4  Российская газета. Вот какие мы — россияне. Об итогах Всероссийской переписи населения 2010 года